# Taradise
Taradise, o Wild On Tara! fuera de los Estados Unidos, es un programa de televisión presentado por la actriz/modelo Tara Reid. El programa estaba centrado en las visitas de Tara en otros países, como España, Grecia, Italia, Francia, y Mónaco, donde mostraba la gastronomía local, visitaba clubes nocturnos, e iba de compras.

## Serie
El programa era parte del canal E!, con episodios nuevos que se estrenaban los miércoles a las 22:00. E! anunció que no habría una segunda temporada del programa debido a las complicaciones de producción que surgieron con las grabaciones. De acuerdo al presidente de E!, Ted Harbert, "El programa era increíblemente difícil para producir con alguien conocido". Comenzó a verse en 2005 y fue cancelado a principios del 2006.

### FormatoWild On!
Taradise originalmente iba a ser una nueva temporada en la serie de E!, Wild On!, con Tara como la nueva anfitriona. Una semana antes que la temporada comenzara, E! cambió el título a Taradise y reeditó la serie como un reality show basado en Tara en lugar del formato de Wild On como un espectáculo de viaje.